# Augusto Ferreira França
Augusto Ferreira França (Salvador, 17 de abril de 1836 — Salvador, 28 de setembro de 1902) foi um político brasileiro.

## História
Filho de Eduardo Ferreira França e de Maria Justa Diniz França, e neto de Antônio Ferreira França. Seu pai e seu avô foram médicos e filósofos, catedráticos da Faculdade de Medicina. Fez os estudos preparatórios no Liceu Provincial, no qual tanto seu avô quanto seu pai foram docentes, e em 1857 diplomou-se pela Faculdade de Direito de São Paulo. Em maio do ano seguinte assumiu o cargo de chefe de seção da Secretaria da Presidência da província da Bahia, quando se distinguiu por seus serviços.
Foi presidente da província de Goiás, de 27 de abril de 1865 a 29 de abril de 1867.
Baiano, Diplomado pela Universidade de Direito de São Paulo. Deputado da Assembléia Provincial de 1859 a 1863, presidente da Câmara de Salvador (cargo equivalente ao de prefeito) de 1883 a 1887. Confiou a reforma do Paço Municipal ao engenheiro de Caminhóa. Em 1894, é eleito senador estadual.
Entre 1899 a 1901, ocupou o cargo de diretor da Faculdade Livre de Direito da Bahia, atualmente pertencente à Universidade Federal da Bahia. Durante esse período, em 1900, elegeu-se deputado federal.
Por conta de problemas com a saúde, faleceu em Salvador no exercício do mandato de deputado federal em 28 de setembro de 1902, aos 66 anos.